# Омический контакт

Энергетическая диаграмма контакта между металлом и полупроводником n-типа при отсутствии поверхностной плотности состояний (слева) и Шоттки-контакт при наличии барьера (справа)

Оми́ческий конта́кт — контакт между металлом и полупроводником или двумя разнородными полупроводниками, характеризующийся линейной и симметричной вольт-амперной характеристикой (ВАХ). Если ВАХ асимметрична и нелинейна, то контакт в той или иной мере является выпрямляющим (например, является контактом с барьером Шоттки, на основе которого создан диод Шоттки). В модели барьера Шоттки выпрямление зависит от разницы между работой выхода металла и электронного сродства полупроводника.
Однако на практике, в большинстве случаев, контакты металл — полупроводник не следуют точно модели Шоттки, так как наличие внешних поверхностных состояний на границе раздела металла и полупроводника (например, плёнки и частицы оксидов и дефекты кристаллической структуры) может сделать поведение контакта практически не зависящим от разницы между работой выхода металла и электронного сродства полупроводника к электрону. В производстве полупроводниковых приборов и интегральных схем для создания омического контакта подконтактную область полупроводника дополнительно сильно легируют (например, применяют повышенное легирование донорной примесью пластин кремния n-типа при применении алюминия в качестве металла в контакте; сильно легированный слой кремния обозначается n+). При этом толщина области пространственного заряда барьера Шоттки становится настолько малой, что через неё возможно туннелирование носителей заряда (полевая эмиссия). Такие сильно легированные области структуры обычно обозначают p+ — для полупроводника с дырочным типом проводимости и n+ — полупроводника с электронной проводимостью.

## Теория
Уровни Ферми (или, строго говоря, электрохимический потенциал) любых двух твёрдых тел при их контакте в тепловом равновесии должны быть равны. Разница между энергией Ферми и уровнем вакуума называется работой выхода. Металл и полупроводник могут иметь различные работы выхода, которые обозначаются {\displaystyle \phi _{\text{M}}} и {\displaystyle \phi _{\text{S}}} соответственно. Когда два материала приводятся в контакт, электроны перетекают из материала с меньшей работой выхода в материал с большей работой выхода до достижения равновесия уровней Ферми. В результате материал с более низкой работой выхода приобретает небольшой положительный заряд, в то время как материал с более высокой работой выхода становится отрицательно заряженным. Образовавшийся электростатический потенциал называется контактной разностью потенциалов и обозначается {\displaystyle V_{\text{bi}}}. Этот контактный потенциал образуется между любыми двумя твёрдыми веществами и является основной причиной выпрямления в диодах. Встроенное поле является причиной изгиба границ зон в полупроводнике вблизи перехода. В большинстве металлов не происходит столько-нибудь заметного изгиба границ зон из-за малой длины экранирования, такой, что электрическое поле распространяется только на небольшое расстояние за пределы границы раздела.
В рамках классического представления для того, чтобы преодолеть потенциальный барьер, носители в полупроводнике должны получить достаточно энергии для прыжка от уровня Ферми до верхней части изгиба зоны проводимости. Необходимая для преодоления барьера энергия {\displaystyle \phi _{\text{B}}} равна сумме встроенного потенциала и смещения между уровнем Ферми и зоной проводимости. Иными словами, для полупроводников n-типа эта энергия будет:
{\displaystyle \phi _{\text{B}}=\phi _{\text{M}}-\chi _{\text{S}},}
где {\displaystyle \chi _{\text{S}}} — сродство к электрону полупроводника, определяемое как разница между уровнем вакуума и дном зоны проводимости (CB).
Для полупроводников р-типа энергия определяется сходным образом:
{\displaystyle \phi _{\text{B}}=E_{\text{g}}-(\phi _{\text{M}}-\chi _{\text{S}}),}
где {\displaystyle E_{\text{g}}} ширина запрещённой зоны.
Процесс в котором носитель заряда получает энергию для преодоления энергетического барьера за счёт тепловой энергии, называется термоэлектронной эмиссией. Не менее важным процессом в реальных контактах является квантово-механическое туннелирование. Квазиклассическим приближением описывается простейший случай туннелирования, при котором вероятность проникновения через барьер обратно пропорциональна экспоненте произведения высоты барьера и его толщины. В случае контактов толщина задаётся шириной области объёмного пространственного заряда (ОПЗ), которая соразмерна глубине проникновения в полупроводник присоединённого поля. Ширина ОПЗ может быть вычислена путём решения уравнения Пуассона и с учётом наличия примесей в полупроводнике:
{\displaystyle \nabla ^{2}V={\frac {\rho }{\varepsilon }},}
где (в единицах МКС) {\displaystyle \rho } — это плотность заряда,
{\displaystyle \varepsilon } — диэлектрическая проницаемость.
Рассматривается одномерный случай, так как граница раздела считается плоской. Интегрируя уравнение один раз, и, считая приближённо, что на глубине больше ширины ОПЗ плотность заряда постоянна, получаем:
{\displaystyle {\frac {dV}{dx}}={\frac {\rho x}{\varepsilon }}+C_{0}.}
Постоянная интегрирования {\displaystyle C_{0}=-\rho W/\varepsilon } по аналогии с определением ширины ОПЗ может быть определена как длина, на которой граница раздела полностью экранирована. Затем:
{\displaystyle V(x)={\frac {\rho }{2\varepsilon }}x^{2}-{\frac {\rho W}{\varepsilon }}x+V_{bi},}
где то, что {\displaystyle V(0)=V_{\text{bi}}}, было использовано для определения оставшейся постоянной интегрирования. Это уравнение {\displaystyle V(x)} описывает пунктирные синие кривые в правой части рисунка. Ширину ОПЗ можно определить, установив {\displaystyle V(W)=0}, что приводит к:
{\displaystyle W={\sqrt {\frac {2\varepsilon V_{\text{bi}}}{\rho }}}.}
Для {\displaystyle 0<x<W} концентрация заряда ионизованных доноров и акцепторов в полностью истощённом полупроводнике {\displaystyle \rho =eN_{\text{dopant}}}. При этом {\displaystyle \rho } и {\displaystyle V_{\text{bi}}} имеют положительные знаки для полупроводников n-типа и отрицательные знаки для р-типа, что даёт положительный изгиб {\displaystyle V''(x)} для n- и отрицательной изгиб для р-типа, как показано на рисунках.
Отсюда, казалось бы, следует вывод, что высота барьера (зависящая от сродства к электрону и приповерхностного поля) и толщина барьера (зависящая от встроенного поля, диэлектрической проницаемости полупроводника и концентрации легирующей примеси) могут быть изменены только путём замены металла или изменения концентрации легирующей примеси. Однако замечено, что уровень Ферми устанавливается примерно при той же энергии внутри запрещённой зоне и для n- и р-типов Si (то есть сумма {\displaystyle \phi _{\text{bn}}} и {\displaystyle \phi _{\text{bp}}} примерно {\displaystyle E_{\text{g}}}). Предположительно на положение уровня Ферми влияет состояние границы раздела и структурные факторы из-за очень высокой плотности поверхностных состояний. Отметим, что для омических контактов обычно не нужно беспокоиться о незначительном изменении характеристик омического контакта со временем, потому что в большинстве случаев на контакте падает очень небольшое напряжение.
В общем случае металл для контакта выбирается с учётом свойств проводимости, химической инертности, термической стабильности, электрической стабильности и низкого уровня термических напряжений, а затем увеличивают плотность легирования под контактом, чтобы сузить ширину области барьера. К полупроводникам с более низкими эффективными массами носителей заряда легче создать омический контакт, так как коэффициент туннелирования экспоненциально зависит от массы носителя заряда. Кроме того, полупроводники с меньшей шириной запрещённой зоны легче образуют омические контакты, потому что их сродство к электрону (и, следовательно, высота потенциального барьера), как правило, ниже.
Несмотря на то, что простая теория, изложенная выше, предсказывает, что металлы, чья работа выхода близка к сродству к электрону полупроводника, должны наиболее легко образовывать омические контакты, на самом деле металлы с высокой работой выхода лучше образуют невыпрямляющие контакты с полупроводниками р-типа, в то время как металлы с низкими работами выхода лучше образуют невыпрямляющие контакты с полупроводниками n-типа. К сожалению, эксперименты показали, что предсказательная сила упрощённой модели не распространяется далеко за пределы этого явления. В реальных условиях металл контакта может реагировать с поверхностью полупроводников с образованием соединений с иными электронными свойствами. Слой загрязнений на границе раздела может эффективно расширить барьер. Поверхность полупроводника может реконструироваться, что приводит к новым электронным свойствам. Сопротивление контакта зависит от особенностей межфазных реакций, что делает воспроизводимое изготовление омических контактов существенной технологической проблемой.

## Изготовление и контроль параметров омических контактов

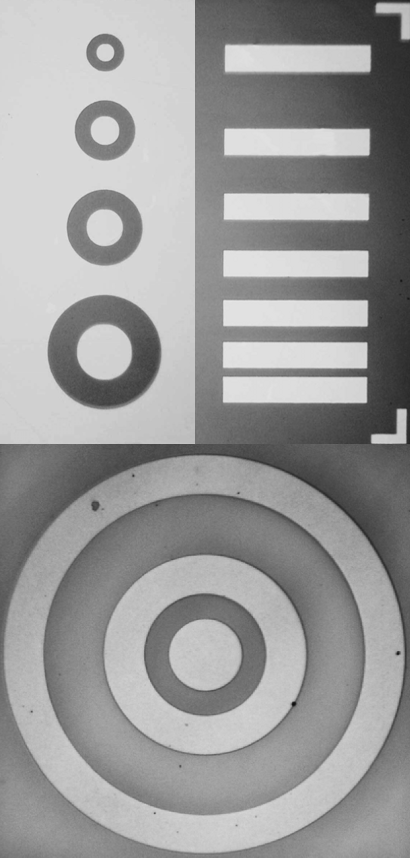
Примеры омических контактов для измерения контактного сопротивления методом длинной линии (TLM). Металл — светлые части рисунка, тёмные — полупроводник.

Несмотря на то, что процесс изготовления омических контактов является одним из базовых и хорошо изученных (по крайней мере на кремнии), в нём, тем не менее остаётся что-то от искусства. Воспроизводимость, надёжность изготовленных контактов опирается на крайнюю чистоту поверхности полупроводника. С естественным оксидом кремния SiO2, быстро образующимся на поверхности кремния, свойства полученных контактов могут быть очень чувствительны к деталям процесса формирования контактов.
Основными шагами в изготовлении контакта являются очистка поверхности полупроводника, осаждение контактной металлизации, структурирование и отжиг. Очистка поверхности может быть выполнена травлением-распылением, химическим травлением, реактивным газовым травлением или ионным травлением. Например, естественный оксид кремния может быть удалён с помощью травления в плавиковой кислоте (HF), в то время как поверхность арсенида галлия (GaAs) чаще очищают бром-метанольным травлением. После очистки поверхности металлы осаждаются путём напыления, испарения или химического осаждения из паровой фазы (CVD). Распыление является более быстрым и удобным методом осаждения металла, чем испарение, однако ионная бомбардировка из плазмы может вызвать поверхностные состояния или даже инвертировать тип проводимости на поверхности. В связи с этим мягкий, но все ещё сравнительно быстрый CVD наиболее предпочтителен. Придание необходимой формы контактам осуществляется стандартным фотолитографическим процессом, в частности, по методу срывной фотолитографии, где металл наносится через отверстия в слое фоторезиста, который затем смывается. После осаждения в большинстве случаев производят отжиг контактов для снятия внутренних механических напряжений, а также для осуществления нужной твердофазной реакции между металлом и полупроводником.
Измерение сопротивления контактов чаще всего осуществляется на специальных тестовых структурах по одной из модификаций метода длинной линии (TLM), четырёхточечным методом либо методом Кельвина, выбор конкретного метода зависит от соотношения контактного сопротивления и удельного сопротивления плёнки полупроводника и от деталей фотолитографического процесса.

## Технологически важные виды контактов
Современные омические контакты к кремнию, такие как дисилицид титана-вольфрама, либо другие соединения, как правило, силициды создаются методом химического осаждения из газовой фазы (CVD). Контакты часто изготавливаются путём осаждения переходного металла и образования силицидов в процессе отжига, в результате чего состав силицида может быть нестехиометрическим. Силицидные контакты также могут быть сформированы методом прямого распыления соединения или методом ионной имплантации переходного металла с последующим отжигом. Алюминий является ещё одним важным металлом для кремниевой технологии, который можно использовать с любым (n- и p-) типом полупроводника. Как и у других активных металлов, Al способствует формированию контакта, связывая кислород в оксид и тем самым «раскисляя» границу раздела, что способствует хорошей металла адгезии к кремнию. Силициды, в значительной степени вытесняют алюминий отчасти потому, что они более тугоплавкие соединения и в меньшей степени подвержены паразитной диффузии (что приводит к деградации структуры), особенно в течение циклов последующей технологической высокотемпературной обработки.
| Полупроводник | Контактообразующий материал                        |
| ------------- | -------------------------------------------------- |
| Si            | Al, Al-Si, TiSi2, TiN, W, MoSi2, PtSi, CoSi2, WSi2 |
| Ge            | In, AuGa, AuSb                                     |
| GaAs          | AuGe, PdGe, PdSi, Ti/Pt/Au                         |
| GaN           | Ti/Al/Ti/Au, Pd/Au                                 |
| SiC           | Ni                                                 |
| InSb          | In                                                 |
| ZnO           | InSnO2, Al                                         |
| CuIn1−xGaxSe2 | Mo, InSnO2                                         |
| HgCdTe        | In                                                 |

Формирование контактов к полупроводниковым соединениям значительно сложнее, чем к кремнию. Например, поверхности GaAs имеют тенденцию к потере мышьяка (As), что может значительно усиливаться при осаждении металла. Кроме того, неустойчивость As ограничивает параметры последующего отжига, от чего деградируют GaAs приборы. Одно из решений для GaAs и других полупроводниковых соединений — нанесение в качестве контактного слоя сплава с узкой шириной запрещённой зоны, в отличие от сильнолегированного слоя на кремнии. Например, GaAs сам по себе имеет меньшую, чем у AlGaAs ширину запрещённой зоны, таким образом слой GaAs на его поверхности может облегчить создание омического контакта. В целом технология омических контактов на III—V и II—VI полупроводниках гораздо менее развита, чем на кремнии.
Прозрачные или полупрозрачные омические контакты необходимы для производства активной матрицы ЖК-дисплеев, оптоэлектронных устройств, таких как лазерные диоды и солнечные батареи. Самый обычный материал таких контактов — оксид индия и олова (ITO, indium tin oxide), образующегося реактивным распылением In-Sn мишени в кислородной атмосфере.

## Практическое значение
Постоянная времени RC-цепи, которую образует контактное сопротивление и паразитная ёмкость полупроводниковой структуры может ограничить частотные характеристики устройств. В процессе зарядки-разрядки паразитной ёмкости проводников и p-n переходов контактное сопротивление является одной из основных причин рассеяния мощности в цифровой электронике с высокой рабочей тактовой частотой. Контактное сопротивление вызывает рассеяние мощности за счёт выделения джоулева тепла также в низкочастотных и аналоговых схемах (например, солнечных батареях) из менее распространенных полупроводников. Создание методики изготовления контактов является важной частью технологической разработки новых полупроводников. Электромиграция и расслоение в контактах также являются факторами, ограничивающими срок службы электронных устройств.